# Soyaló (kommun)
Soyaló är en kommun i Mexiko.   Den ligger i delstaten Chiapas, i den sydöstra delen av landet, 700 km öster om huvudstaden Mexico City.
Följande samhällen finns i Soyaló:
- Soyaló
- Francisco Sarabia
- Adolfo López Mateos
- Emiliano Zapata
- Morelos
- Ojo de Agua
- El Progreso